# Sarah Noemi Frieden
Sarah Noemi Frieden (1993) es una deportista suiza que compite en duatlón. Ganó una medalla de bronce en el Campeonato Mundial de Duatlón de Larga Distancia de 2021.

## Palmarés internacional
| Campeonato Mundial | Campeonato Mundial | Campeonato Mundial | Campeonato Mundial |
| Año                | Lugar              | Medalla            | Prueba             |
| ------------------ | ------------------ | ------------------ | ------------------ |
| 2021               | Zofingen (Suiza)   | Medalla de bronce  | Individual         |